# 1 Pułk Czołgów (PSZ)
1 Pułk Czołgów (1 pcz) – oddział broni pancernej Polskich Sił Zbrojnych.

## Historia Pułku
1 pułk czołgów został sformowany w Szkocji na podstawie rozkazu Naczelnego Wodza z 1 października 1940 roku na bazie Zgrupowania Żołnierzy Broni Pancernej. 25 września 1940 roku podpułkownik dyplomowany Andrzej Marian Korczyński przekazał obowiązki dowódcy Zgrupowania Pancernego podpułkownikowi dyplomowanemu Tadeuszowi Majewskiemu. Na podstawie rozkazu dziennego nr 76/40 Komendy Centralnego Obozu Wyszkolenia z 4 października 1940 roku Dowództwo Zgrupowania Pancernego zostało przemianowane na Komendę Ośrodka Wyszkolenia Broni Pancernych. W strukturze Ośrodka Wyszkolenia Broni Pancernych pozostały 3, 4 i 5 Bataliony Czołgów Skadrowane oraz Kompania Zapasowa. Bataliony czołgów 1. i 2. weszły w skład 1 Pułku Czołgów. Na podstawie rozkazu L.dz. 1626/V.40 Naczelnego Wodza z 11 października 1940 roku podpułkownik Majewski został wyznaczony na stanowisko dowódcy 1 Pułku Czołgów, a podpułkownik Korczyński na stanowisko komendanta Ośrodka Wyszkolenia Broni Pancernych.
22 października 1940 roku 2 bcz został przetransportowany koleją z dotychczasowego miejsca postoju w Stoneyburn, w hrabstwie West Lothian do Blairgowrie, skąd przemaszerował do Rattray (hrabstwo Perthshire) i tam zajął kwatery. Z dniem 1 listopada 1940 roku do 2 bcz zostały przydzielone w charakterze pododdziałów gospodarczych: Dowództwo 1 Pułku Czołgów oraz Izba Chorych Nr 2, natomiast do 1 bcz - Pluton Regulacji Ruchu Korpusu.
Początkowo pułk nie posiadał sprzętu pancernego i szkolił się tak jak pozostałe pododdziały piechoty. Jego podstawowym zadaniem w owym czasie była obrona wybrzeża morskiego. 9 listopada 1940 roku żołnierze 2 bcz rozpoczęli szkolenie na jedynym posiadanym czołgu Vickers Infantry Tank Mk III nr rej. T.16073. Czołg został przydzielony do plutonu dowodzenia kompanii techniczno-gospodarczej. 6 listopada 1940 roku delegacja 2 bcz wzięła udział w pogrzebie podpułkownika Jerzego Glińskiego. 21 listopada 1940 roku 2 bcz otrzymał drugi czołg Vickers Mk III nr rej. T.16389, a dwa dni później kolejny czołg Vickers Mk III nr rej. T.16070. 30 listopada 1940 roku dowódca kompanii techniczno-gospodarczej 2 bcz przekazał posiadane czołgi: T.16389 do 1 kcz, T.16073 do 2 kcz i T.16070 do 3 kcz. Od 7 grudnia 1940 roku podpułkownik Majewski przebywał na leczeniu w Szpitalu RAF w Blackpool, a obowiązki dowódcy pułku pełnił w zastępstwie major Zygmunt Chabowski. 24 grudnia 1940 roku dowódca I Korpusu wyznaczył porucznika Bronisława Rachwała na I Kurs Wojenny Wyższej Szkoły Wojennej.
Na podstawie rozkazu L.dz. 2143/tjn.O.I./Og. Org./41 Naczelnego Wodza z dnia 17 lipca 1941 roku dowódca 1 Pułku Czołgów utworzył z dniem 1 sierpnia 1941 roku III/1 pcz jako samodzielny oddział gospodarczy, w składzie: dowództwo III/1 pcz, kompania dowodzenia i dwie kompanie czołgów. Na dowódcę batalionu został wyznaczony czasowo kapitan Marian Żebrowski. Na miejsce postoju III/1 pcz wyznaczono miejscowość Alyth, w rejonie Perth and Kinross. Pododdział otrzymał kryptonim „HOOF 3” i adres poczty polowej „P/52-C G.P.O. Perth”. Jednocześnie kompania dowodzenia pułku zmieniła kryptonim z „HOOF 3” na „HOOF 4”. Tego samego dnia do pułku przybyła kompania czołgów 1 Dywizjonu Rozpoznawczego w składzie 6 oficerów, 2 aspirantów, 36 podoficerów, 10 podchorążych i 32 szeregowych. Na podstawie rozkazu L.dz. 16225/tjn. O.I. Naczelnego Wodza kompania ta została w całości wcielona do III/1 pcz. Także 1 sierpnia do III/1 pcz zostało wcielonych 18 podoficerów i szeregowców z Ośrodka Zapasowego Broni Pancernych.
Z dniem 16 sierpnia dowódca pułku wyznaczył czasowo majora Bolesława Sokołowskiego na dowódcę III/1 pcz. 19 sierpnia do pułku przybyło 146. ochotników z Ameryki Południowej. Trzy dni później ochotnicy zostali przydzieleni do III/1 pcz, gdzie zostali „przedstawieni” komisji poborowej Komendy Uzupełnień Nr 1 i następnie wcieleni do wojska. 22 sierpnia major Bronisław Brągiel, przybyły z Oddziału I Sztabu Naczelnego Wodza, został wyznaczony czasowo na stanowisko zastępcy dowódcy III/1 pcz. 30 sierpnia została sformowana 3 kompania czołgów III/1 pcz pod czasowym dowództwem kapitana Rajmunda Wilczyńskiego. 3 września do pułku przybyło kolejnych 134. ochotników z Ameryki Południowej.
Na podstawie rozkazu Naczelnego Wodza L.dz. 2777/tjn.O.I.Og.Org.41 zmiany organizacji wojskowej jednostek I Korpusu z 4 września 1941 roku i rozkazu dowódcy I Korpusu L.dz. 20081/tjn.O.I.41 zmiana organizacji wojennej jednostek Korpusu - I faza z 12 września 1941 roku 1 Pułk Czołgów został przeformowany w 16 Brygadę Czołgów.
19 września 1941 roku, po otrzymaniu wspomnianych wyżej rozkazów, dowódca pułku „zmienił numerację i nazwy oddziałów 1 Pułku Czołgów następująco:

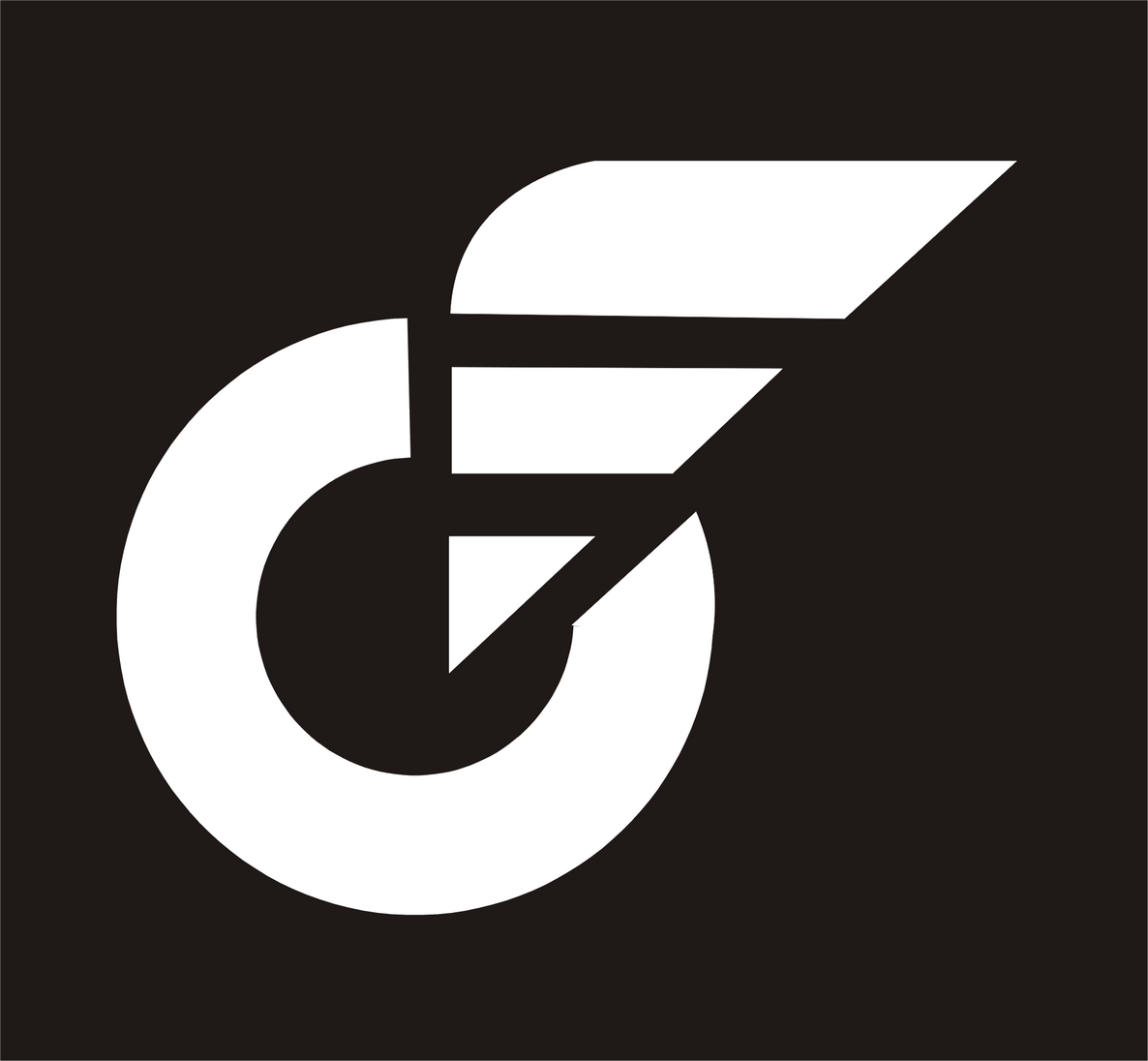
Tablica rozpoznawcza pojazdów WP

- z 1 pułku czołgów na 16 Brygadę Czołgów,
- z I/1pułku czołgów na 65 batalion czołgów,
- z II/1 pułku czołgów na 66 batalion czołgów,
- z III/1 pułku czołgów na 67 batalion czołgów,
- z kompanii dowodzenia pułku na kompania sztabowa 16 Brygady Czołgów”.

Ponadto rozpoczęto formowanie Kompanii Łączności 16 Brygady Czołgów i Kompanii Zaopatrzenia 16 Brygady Czołgów.

## Obsada personalna pułku
- dowódca pułku - ppłk dypl. Tadeusz Adam Majewski (16 X 1940 - 19 IX 1941)
- zastępca dowódcy pułku - mjr dypl. Stanisław Bahrynowski (7 I - 14 VII 1941 → Sztab Naczelnego Wodza[17])
- oficer łączności - kpt. Stanisław Bancer (od 2 IX 1941 mjr Zygmunt Gordon)
- dowódca plutonu łączności - ppor. Stanisław Lorenc (od 2 IX 1941 kpt. Stanisław Bancer)
- naczelny lekarz pułku - kpt. lek. dr Marian Gorzyński (od 16 IX 1941)

## Struktura organizacyjna w sierpniu i wrześniu 1941 roku
- dowództwo 1 pułku czołgów
- kompania dowodzenia
- I batalion czołgów
- II batalion czołgów
- III batalion czołgów

## Sprzęt pancerny

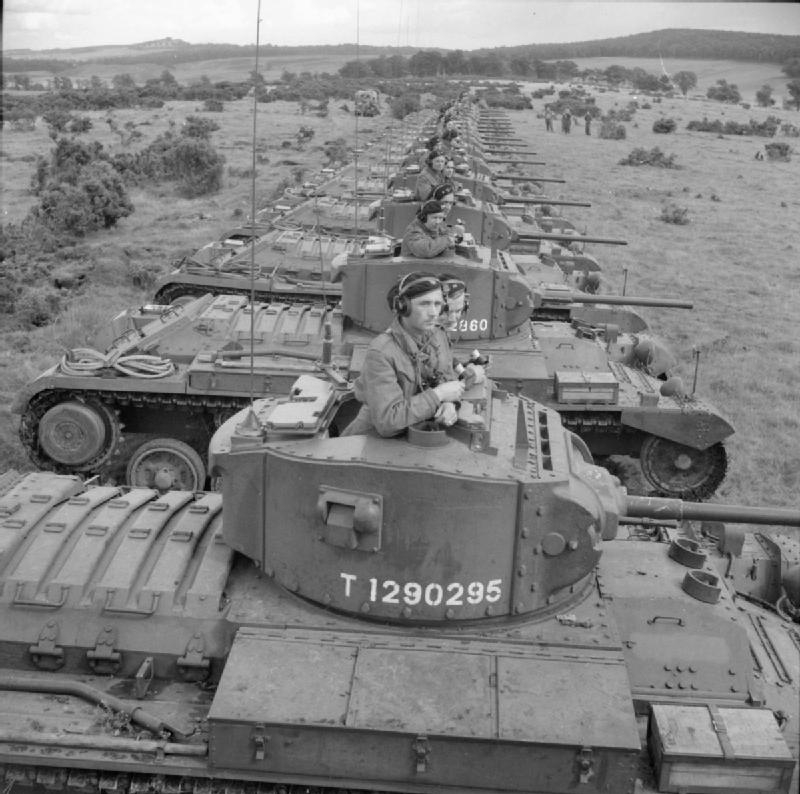
Na pierwszym planie czołg Valentine Mark II nr rej. T.1290295 eks. T.17421

Na podstawie rozkazu dowódcy I Korpusu L.dz. 9185/IV.Sam. z 5 grudnia 1940 roku dokonano zmiany brytyjskich numerów rejestracyjnych na pojazdach mechanicznych na polskie wojskowe numery rejestracyjne. Między innymi nowe numery naniesione zostały na sześć czołgów Vickers Mk III Valentine: T.16073 na T.1290248, T.16074 na T.1290249, T.16383 na T.1290250, T.16388 na T.1290251, T.16389 na T.1290252 i T.16070 na T.1290253. Czołgi o numerach rejestracyjnych: T.16070, T.16073 i T.16074 należały do pierwszej serii wyprodukowanej w zakładach Vickers, natomiast czołgi o numerach rejestracyjnych: T.16383, T.16388 i T.16389 do serii trzeciej wyprodukowanej w Birmingham Railway Carriage and Wagon Company.
9 lipca 1941 roku major Zygmunt Chabowski, w zastępstwie dowódcy pułku, przydzielił otrzymane od brytyjczyków czołgi piechoty Matilda Mk I numer: T.5588, T.8104, T.8108, T.8109, T.8111 i T.8112 do I/1 pcz oraz T.5564, T.5576 i T.5587 do kompanii dowodzenia.
25 lipca 1941 roku dowódca pułku przydzielił do II/1 pcz czołgi Vickers numer: T.17417, T.17421, T.17422, T.17423, T.17430 i T.27627. Wymienione czołgi otrzymały polskie wojskowe numery rejestracyjne od T.1290294 PL do T.1290299 PL. Ponadto kompania dowodzenia otrzymała czołg Vickers Mk I Matilda numer T.5607. Do 28 lipca 1941 roku kompania dowodzenia przekazała do I/1 pcz cztery czołgi nr rej. T.5564, T.5576, T.5587 i T.5607. Określone w rozkazach dziennych 1 Pułku Czołgów czołgi Vickers faktycznie były czołgami Valentine Mk II piątej serii wyprodukowanej w BRC&W w Birmingham (T.17417, T.17421, T.17422, T.17423, T.17430). Czołg Valentine nr rej. T.27627 należał do dziewiątej serii wyprodukowanej w Metropolitan Cammell Carriage and Wagon Company w Birmingham, natomiast czołgi Matilda Mk I (T.5564, T.5576, T.5587, T.5588 i T.5607) należały do drugiej serii wyprodukowanej w zakładach Vickers.
30 lipca 1941 roku dowódca pułku przydzielił do II/1 pcz osiem czołgów Vickers Mk III* numer: T.27320, T.27325, T.27333, T.27335, T.27336, T.27337, T.27338 i T.27339. Były to czołgi Valentine ósmej serii wyprodukowanej w zakładach Vickers.
Z dniem 29 lipca 1941 roku dowódca pułku wcielił do I/1 pcz czołg Vickers Mk I nr rej. T.8114, a do II/1 pcz dwa czołgi Vickers Mk III* Valentine nr rej. T.27340 i T.27341. Ponadto do kompanii dowodzenia pułku przydzielony został samochód sanitarny Ford V.8 nr rej. D.G.E - 18 wraz z kierowcą panią Guthire ze szkockiego Czerwonego Krzyża.
27 sierpnia 1941 roku III/1 pcz otrzymał z II/1 pcz czołg Vickers Mk III* nr rej. T.1290248. Następnego dnia przesunięto z I/1 pcz do kompanii dowodzenia trzy czołgi Matilda Mk I nr rej. T.5576, T.5587 i T.8104.
9 września dowódca pułku przydzielił do I/1 pcz sześć czołgów Matilda Mk I nr rej.: T.5562, T.5609, T. 8102, T.8103, T.8110 i T.8113.
Ogółem w ewidencji 1 Pułku Czołgów znajdowało się 39 czołgów, tym:
- 17 czołgów Matilda Mk I (T.5562, T.5564, T.5576, T.5587, T.5588, T.5607, T.5609, T. 8102, T.8103, T.8104, T.8108, T.8109, T.8110, T.8111, T.8112 i T.8113),
- 6 czołgów Valentine Mk II (T.17417, T.17421, T.17422, T.17423, T.17430 i T.27627),
- 6 czołgów Valentine Mk III (T.16070, T.16073, T.16074, T.16383, T.16388 i T.16389),
- 10 czołgów Valentine Mk III* (T.27320, T.27325, T.27333, T.27335, T.27336, T.27337, T.27338 i T.27339, T.27340 i T.27341).

## Oznaka rozpoznawcza pułku
20 czerwca 1941 rozkazem L dz. 311/GM/41  Naczelny Wódz zatwierdził odznakę 1 pułku czołgów. Odznaka przedstawia stlizowanego smoka szykującego się do skoku o wymiarach 65x45 mm. Odznaka haftowana nicią bawełnianą koloru srebrnego i szarego na podkładzie z sukna koloru khaki. Podkład ma kształt elipsy o wymiarach 90x60 mm. Odznakę noszono na lewym rękawie bluzy i płaszcza sukiennego poniżej naszywki „POLAND”. Odległość pomiędzy dolną krawędzią naszywki „POLAND” a linią poziomą łączącą „łapki” smoka wynosiła 70 mm. Odznaka była przyszywana do rękawa nicią koloru khaki. Prawo do noszenia odznaki posiadali wszyscy żołnierze pełniący służbę w 1 Pułku Czołgów, a także żołnierze, którzy nie pełnili służby w pułku ale należeli ewidencyjnie do składu osobowego tej formacji. Odznaka „Smok” kosztowała 3 szylingi.
Po przemianowaniu pułku na 16 Brygadę Czołgów przyznano ją brygadzie rozkazem z 21 października 1941. 10 listopada 1941 roku Naczelny Wódz zatwierdził wzór odznaki dla żołnierzy, ochotników pochodzących z Ameryki Południowej. W związku z powyższym żołnierze-ochotnicy nosili odznakę „Smoka” 2 cm poniżej odznaki honorowej. Po wejściu brygady w skład 1 Dywizji używanie oznaki zostało zakazane.